# Enoploides labiatus
Enoploides labiatus är en rundmaskart som först beskrevs av Butschli 1874.  Enoploides labiatus ingår i släktet Enoploides och familjen Enoplidae. Inga underarter finns listade i Catalogue of Life.